# Европско првенство у атлетици на отвореном 1962 — 20 километара ходање за мушкарце
Такмичење у ходању на 20 километара у мушкој конкуренцији на 7. Европском првенству у атлетици 1962. одржано је 12. септембра по улицама Београда.
Титулу освојену у Стокхолму 1958, није бранио Стенли Викерс из Уједињеног Краљевства.

## Земље учеснице
Учествовало је 19 такмичара из 13 земаља. 
1. Белгија (1)
2. Грчка (1)
3. Данска (1)
4. Југославија (1)
5. Луксембург (1)
6. Немачка (3)
7. Пољска (1)
8. СССР (2)
9. Турска (1)
10. Уједињено Краљевство (3)
11. Француска (1)
12. Чехословачка (1)
13. Шведска (2)

## Рекорди
| Рекорди пре почетка Европског првенства 1962. | Рекорди пре почетка Европског првенства 1962. | Рекорди пре почетка Европског првенства 1962. | Рекорди пре почетка Европског првенства 1962. | Рекорди пре почетка Европског првенства 1962. | Рекорди пре почетка Европског првенства 1962. |
| --------------------------------------------- | --------------------------------------------- | --------------------------------------------- | --------------------------------------------- | --------------------------------------------- | --------------------------------------------- |
| Светски рекорд                                | Анатолиј Ведјаков                             | СССР                                          | 1:25:58                                       | Москва, СССР                                  | 6. септембар 1959.                            |
| Европски рекорд                               | Анатолиј Ведјаков                             | СССР                                          | 1:25:58                                       | Москва, СССР                                  | 6. септембар 1959.                            |
| Рекорди европских првенстава                  | Стенли Викерс                                 | Велика Британија                              | 1:33:09,0                                     | Стокхолм, Шведска                             | 19. август 1958.                              |

## Освајачи медаља
|                                 |                           |                          |
| Кен Метјуз Уједињено Краљевство | Ханс-Георг Рајман Немачка | Владимир Голубничиј СССР |

## Сатница
| Датум         | Време | Коло   |
| ------------- | ----- | ------ |
| 12. септембар | 18:50 | Финале |

## Резултати

### Финале
| Пласман | Атлетичар           | Земља                | Резултат  | Белешке |
| ------- | ------------------- | -------------------- | --------- | ------- |
|         | Кен Метјуз          | Уједињено Краљевство | 1:35:54,8 |         |
|         | Ханс-Георг Рајман   | Немачка              | 1:36:14,2 |         |
|         | Владимир Голубничиј | СССР                 | 1:36:37,6 |         |
| 4.      | Анатолиј Ведјаков   | СССР                 | 1:37:23,6 |         |
| 5.      | Lennart Back        | Шведска              | 1:38:16,2 |         |
| 6.      | Дитер Линднер       | Немачка              | 1:38:34,8 |         |
| 7.      | Alexandr Bílek      | Чехословачка         | 1:38:42,6 |         |
| 8.      | Franciszek Szyszka  | Пољска               | 1:40:30,8 |         |
| 9.      | Ерик Содерлунд      | Шведска              | 1:40:45,4 |         |
| 10.     | Charles Sowa        | Луксембург           | 1:41:24,2 |         |
| 11.     | Роберт Кларк        | Уједињено Краљевство | 1:41:30,0 |         |
| 12.     | Анри Делеруе        | Француска            | 1:41:58,2 |         |
| 13.     | Joël Vanderhaegen   | Белгија              | 1:42:31,8 |         |
| 14.     | Карл-Хајнц Папе     | Немачка              | 1:45:39,8 |         |
| 15.     | Артур Томсон        | Уједињено Краљевство | 1:50:08,2 |         |
| 16.     | Озби Вистер         | Југославија          | 1:56:21,4 |         |
|         | Stavros Hadjilaios  | Грчка                | НЗ        |         |
|         | Sezer Selek         | Турска               | НЗ        |         |
|         | Томи Кристенсен     | Данска               | Диск.     |         |